# Scott Pembroke
Scott Pembroke (13 de septiembre de 1889 - 21 de febrero de 1951) fue un director, actor y guionista cinematográfico de nacionalidad estadounidense, activo en la época del cine mudo. 
Nacido en San Francisco, California, su verdadero nombre era Percy Stanley Pembroke. Dirigió 73 filmes entre 1920 y 1937. Falleció en Pasadena, California, en 1951.

## Selección de su filmografía
- Winners of the West (1921)
- The Adventures of Robinson Crusoe (1922)
- The Social Buccaneer (1923)
- Kill or Cure (1923)
- Gas and Air (1923)
- Her Dangerous Path (1923)
- Short Orders (1923)
- Rupert of Hee Haw (1924)
- Mandarin Mix-Up (1924)
- Detained (1924)
- Monsieur Don't Care (1924)
- West of Hot Dog (1924)
- Somewhere in Wrong (1925)
- Twins (1925)
- Pie-Eyed (1925)
- The Snow Hawk (1925)
- Navy Blue Days (1925)
- Dr. Pyckle and Mr. Pryde (1925)
- Cactus Trails (1927)
- Two Sisters (1929)
- The Medicine Man (1930)
- The Lawless Nineties (1936)
- The Oregon Trail (1936)